# Nocturnal (álbum)
Nocturnal es el séptimo álbum de estudio del grupo español Amaral. Las canciones han sido compuestas por Eva Amaral y Juan Aguirre, mientras que la grabación corrió a cargo de Guillermo Quero como ingeniero de sonido y mezclas, Toni Toledo y Ged Lynch participaron tocando la batería, Chris Taylor el bajo, Tomás Virgos el piano, Nus Cuevas contribuyó con un arreglo de cuerdas, Abraham Boba grabó un órgano para una de las canciones, y John Calvert junto a David Antony Brinkworth y los mismos Eva y Juan hicieron las programaciones. De la producción se han encargado Eva Amaral y Juan Aguirre junto a Chris Taylor.
Es el segundo álbum que publican bajo el sello creado por el dúo, Discos Antártida, salió a la venta el 30 de octubre de 2015 y cuenta con 14 canciones inéditas.

## Lista de temas
| N.º | Título                                 | Escritor(es)             | Duración |  |
| 1.  | «Llévame muy lejos»                    | Eva Amaral, Juan Aguirre | 5:36     |  |
| 2.  | «Obertura (Unas veces se gana...)»     | Eva Amaral, Juan Aguirre | 1:30     |  |
| 3.  | «Unas veces se gana y otras se pierde» | Eva Amaral, Juan Aguirre | 3:50     |  |
| 4.  | «Nocturnal»                            | Eva Amaral, Juan Aguirre | 3:27     |  |
| 5.  | «La ciudad maldita»                    | Eva Amaral, Juan Aguirre | 4:18     |  |
| 6.  | «Lo que nos mantiene unidos»           | Eva Amaral, Juan Aguirre | 4:18     |  |
| 7.  | «500 vidas»                            | Eva Amaral, Juan Aguirre | 4:17     |  |
| 8.  | «Cazador»                              | Eva Amaral, Juan Aguirre | 3:59     |  |
| 9.  | «Nadie nos recordará»                  | Eva Amaral, Juan Aguirre | 3:58     |  |
| 10. | «La niebla»                            | Eva Amaral, Juan Aguirre | 3:54     |  |
| 11. | «Laberintos»                           | Eva Amaral, Juan Aguirre | 3:29     |  |
| 12. | «Chatarra»                             | Eva Amaral, Juan Aguirre | 3:45     |  |
| 13. | «En el tiempo equivocado»              | Eva Amaral, Juan Aguirre | 4:53     |  |
| 14. | «Noche de cuchillos»                   | Eva Amaral, Juan Aguirre | 3:09     |  |